# Australian Open 1985
| ◄ Australian Open 1985 ►                                            | ◄ Australian Open 1985 ►           |
| ------------------------------------------------------------------- | ---------------------------------- |
| Datum:                                                              | 28. November–8. Dezember 1985      |
| Auflage:                                                            | 74. Australian Open                |
| Ort:                                                                | Melbourne                          |
| Belag:                                                              | Rasen                              |
| Titelverteidiger                                                    |                                    |
| Herreneinzel:                                                       | Mats Wilander                      |
| Dameneinzel:                                                        | Chris Evert-Lloyd                  |
| Herrendoppel:                                                       | Mark Edmondson Sherwood Stewart    |
| Damendoppel:                                                        | Martina Navratilova Pam Shriver    |
| Sieger                                                              |                                    |
| Herreneinzel:                                                       | Stefan Edberg                      |
| Dameneinzel:                                                        | Martina Navratilova                |
| Herrendoppel:                                                       | Paul Annacone Christo van Rensburg |
| Damendoppel:                                                        | Martina Navratilova Pam Shriver    |
| Grand Slams 1985                                                    |                                    |
| - Australian Open - French Open - Wimbledon Championships - US Open |                                    |

Die Australian Open 1985 fanden vom 28. November bis 8. Dezember 1985 in Melbourne statt. Es handelte sich um die 74. Auflage des Grand-Slam-Turniers in Australien.
Titelverteidiger im Einzel waren Mats Wilander bei den Herren sowie Chris Evert-Lloyd bei den Damen. Im Herrendoppel waren dies Mark Edmondson und Sherwood Stewart, im Damendoppel Martina Navratilova und Pam Shriver.

## Herreneinzel

### Setzliste
| Nr. | Spieler        | Erreichte Runde |
| --- | -------------- | --------------- |
| 01. | Ivan Lendl     | Halbfinale      |
| 02. | John McEnroe   | Viertelfinale   |
| 03. | Mats Wilander  | Finale          |
| 04. | Boris Becker   | 2. Runde        |
| 05. | Stefan Edberg  | Sieg            |
| 06. | Johan Kriek    | Viertelfinale   |
| 07. | Joakim Nyström | Achtelfinale    |
| 08. | Tim Mayotte    | Achtelfinale    |

| Nr. | Spieler          | Erreichte Runde |
| --- | ---------------- | --------------- |
| 09. | Scott Davis      | 2. Runde        |
| 10. | Brad Gilbert     | 3. Runde        |
| 11. | Tomáš Šmíd       | 2. Runde        |
| 12. | Paul Annacone    | 3. Runde        |
| 13. | Henri Leconte    | Achtelfinale    |
| 14. | Henrik Sundström | 2. Runde        |
| 15. | David Pate       | 2. Runde        |
| 16. | Greg Holmes      | 2. Runde        |

## Dameneinzel

### Setzliste
| Nr. | Spielerin            | Erreichte Runde |
| --- | -------------------- | --------------- |
| 01. | Chris Evert-Lloyd    | Finale          |
| 02. | Martina Navratilova  | Sieg            |
| 03. | Hana Mandlíková      | Halbfinale      |
| 04. | Pam Shriver          | Achtelfinale    |
| 05. | Claudia Kohde-Kilsch | Halbfinale      |
| 06. | Zina Garrison        | Viertelfinale   |
| 07. | Manuela Maleewa      | Viertelfinale   |
| 08. | Helena Suková        | Viertelfinale   |

| Nr. | Spielerin          | Erreichte Runde |
| --- | ------------------ | --------------- |
| 09. | Wendy Turnbull     | Achtelfinale    |
| 10. | Catarina Lindqvist | Viertelfinale   |
| 11. | Barbara Potter     | 2. Runde        |
| 12. | Bettina Bunge      | 1. Runde        |
| 13. | Jo Durie           | Achtelfinale    |
| 14. | Lisa Bonder        | 2. Runde        |
| 15. | Pascale Paradis    | 1. Runde        |
| 16. | Katerina Maleewa   | Achtelfinale    |

## Herrendoppel

### Setzliste
| Nr. | Paarung                            | Erreichte Runde |
| --- | ---------------------------------- | --------------- |
| 01. | Joakim Nyström Mats Wilander       | Halbfinale      |
| 02. | Paul Annacone Christo van Rensburg | Sieg            |
| 03. | John Fitzgerald Tomáš Šmíd         | 2. Runde        |
| 04. | Mark Edmondson Kim Warwick         | Finale          |
| 05. | Stefan Edberg Guy Forget           | 2. Runde        |
| 06. | Scott Davis David Pate             | 2. Runde        |
| 07. | Steve Denton Sherwood Stewart      | Achtelfinale    |
| 08. | Mike DePalmer Peter Doohan         | Achtelfinale    |

| Nr. | Paarung                           | Erreichte Runde |
| --- | --------------------------------- | --------------- |
| 09. | Boris Becker Slobodan Živojinović | Viertelfinale   |
| 10. | Shlomo Glickstein Shahar Perkiss  | 2. Runde        |
| 11. | Broderick Dyke Michael Fancutt    | 2. Runde        |
| 12. | Colin Dowdeswell John Lloyd       | Achtelfinale    |
| 13. | Mark Dickson Tim Wilkison         | Viertelfinale   |
| 14. | Eddie Edwards Danie Visser        | 2. Runde        |
| 15. | Mike Leach Nduka Odizor           | 2. Runde        |
| 16. | Brad Drewett Matt Mitchell        | Achtelfinale    |

## Damendoppel

### Setzliste
| Nr. | Paarung                            | Erreichte Runde |
| --- | ---------------------------------- | --------------- |
| 01. | Martina Navratilova Pam Shriver    | Sieg            |
| 02. | Claudia Kohde-Kilsch Helena Suková | Finale          |
| 03. | Hana Mandlíková Wendy Turnbull     | Achtelfinale    |
| 04. | Barbara Potter Sharon Walsh-Pete   | Halbfinale      |

| Nr. | Paarung                          | Erreichte Runde |
| --- | -------------------------------- | --------------- |
| 05. | Elise Burgin Elizabeth Smylie    | Achtelfinale    |
| 06. | Gigi Fernández Robin White       | Achtelfinale    |
| 07. | Rosalyn Fairbank Candy Reynolds  | Achtelfinale    |
| 08. | Katerina Maleewa Manuela Maleewa | Achtelfinale    |

## Mixed
Zwischen 1970 und 1986 wurden keine Mixed-Wettbewerbe bei den Australian Open ausgetragen.

## Juniorinnendoppel

### Setzliste
| Nr. | Paarung                     | Erreichte Runde |
| --- | --------------------------- | --------------- |
| 01. | Jenny Byrne Janine Thompson | Sieg            |
| 02. | Karen Deed Wendy Frazer     | Viertelfinale   |